# Bănișor (gmina)
Bănișor – gmina w Rumunii, w okręgu Sălaj. Obejmuje miejscowości Ban, Bănișor i Peceiu. W 2011 roku liczyła 2022 mieszkańców.